# Домашний чемпионат Великобритании 1909
Домашний чемпионат Великобритании 1909 (англ. 1909 British Home Championship) или «Домашний международный чемпионат 1909» (англ. 1909 Home International Championship) — двадцать шестой розыгрыш Домашнего чемпионата, футбольного турнира с участием сборных четырёх стран Великобритании (Англии, Шотландии, Уэльса и Ирландии). Победителем соревнования стала сборная Англии.
Турнир начался 13 февраля, когда англичане разгромили ирландцев в Брадфорде со счётом 4:0. 1 марта валлийцы обыграли шотландцев в Рексеме со счётом 3:2. 15 марта шотландцы разгромили ирландцев в Глазго со счётом 5:0; в тот же день англичане победили валлийцев в Ноттингеме со счётом 2:0. 20 марта ирландцы уступили валлийцам в Белфасте со счётом 2:3. В последней игре турнира 3 апреля англичане в Лондоне обыграли шотландцев со счётом 2:0, став победителями турнира.
Англичане продлили свою беспроигрышную серию, которая к концу Домашнего чемпионата составила уже 13 матчей, а победная серия англичан, с учётом матчей европейского турне 1908 года, составила семь матчей. По завершении Домашнего чемпионата англичане вновь отправились в европейское турне, где сыграли со сборными Венгрии (дважды) и Австрии, одержав победы в этих товарищеских матчах.

## Турнирная таблица
| Поз | Команда    | И | В | Н | П | МЗ | МП | РМ  | О |
| --- | ---------- | - | - | - | - | -- | -- | --- | - |
| 1   | Англия (Ч) | 3 | 3 | 0 | 0 | 8  | 0  | +8  | 6 |
| 2   | Уэльс      | 3 | 2 | 0 | 1 | 6  | 6  | 0   | 4 |
| 3   | Шотландия  | 3 | 1 | 0 | 2 | 7  | 5  | +2  | 2 |
| 4   | Ирландия   | 3 | 0 | 0 | 3 | 2  | 12 | −10 | 0 |

## Результаты матчей
| Англия                                     | 4:0     | Ирландия |
| ------------------------------------------ | ------- | -------- |
| - Вудворд 60′ 80′ - Хилсдон 50′ 87′ (пен.) | (отчёт) |          |

| Уэльс                           | 3:2     | Шотландия             |
| ------------------------------- | ------- | --------------------- |
| - Дейвис 23′ 39′ - Л. Джонс 26′ | (отчёт) | - Уокер 70′ - Пол 73′ |

| Шотландия                                                  | 5:0     | Ирландия |
| ---------------------------------------------------------- | ------- | -------- |
| - Макменеми 15′ 77′ - Макфарлан 20′ - Томсон 48′ - Пол 84′ | (отчёт) |          |

| Англия                   | 2:0     | Уэльс |
| ------------------------ | ------- | ----- |
| - Холли 15′ - Фримен 42′ | (отчёт) |       |

| Ирландия                 | 2:3     | Уэльс                                    |
| ------------------------ | ------- | ---------------------------------------- |
| - Лейси 30′ - Хантер 75′ | (отчёт) | - Л. Джонс 42′ - Уайнн 62′ - Мередит 67′ |

| Англия      | 2:0     | Шотландия |
| ----------- | ------- | --------- |
| Уолл 3′ 10′ | (отчёт) |           |

## Победитель
| Победитель Домашнего чемпионата 1909 |
| Англия Шестнадцатый титул            |

## Состав победителей
Сборная Англии
| Имя                | Поз. | Игры / голы по соперникам | Игры / голы по соперникам | Игры / голы по соперникам | Итого | Итого |
| Имя                | Поз. | УЭЛ                       | ИРЛ                       | ШОТ                       | Игры  | Голы  |
| ------------------ | ---- | ------------------------- | ------------------------- | ------------------------- | ----- | ----- |
| Сэм Харди          | Вр   | 1                         | 1                         | 1                         | 3     | 0     |
| Боб Кромптон       | Защ  | 1                         | 1                         | 1                         | 3     | 0     |
| Джо Коттл          | Защ  |                           | 1                         |                           | 1     | 0     |
| Джесси Пеннингтон  | Защ  | 1                         |                           | 1                         | 2     | 0     |
| Колин Витч         | Хав  | 1                         |                           |                           | 1     | 0     |
| Ивлин Линтотт      | Хав  |                           | 1                         | 1                         | 2     | 0     |
| Бен Уоррен         | Хав  | 1                         | 1                         | 1                         | 3     | 0     |
| Билли Уэдлок       | Хав  | 1                         | 1                         | 1                         | 3     | 0     |
| Артур Берри        | Нап  |                           | 1                         |                           | 1     | 0     |
| Артур Бриджетт     | Нап  | 1                         | 1                         |                           | 2     | 0     |
| Вивиан Вудворд (к) | Нап  | 1                         | 1/2                       |                           | 2     | 2     |
| Фред Пентланд      | Нап  | 1                         |                           | 1                         | 2     | 0     |
| Джордж Уолл        | Нап  |                           |                           | 1/2                       | 1     | 2     |
| Гарольд Флеминг    | Нап  |                           |                           | 1                         | 1     | 0     |
| Берт Фримен        | Нап  | 1/1                       |                           | 1                         | 2     | 1     |
| Джимми Уиндридж    | Нап  |                           | 1                         |                           | 1     | 0     |
| Джордж Хилсдон     | Нап  |                           | 1/2                       |                           | 1     | 2     |
| Джордж Холли       | Нап  | 1/1                       |                           | 1                         | 2     | 1     |

## Бомбардиры
- 2 гола
  -  Вивиан Вудворд
  -  Джордж Уолл
  -  Джордж Хилсдон
  -  Уильям Дейвис[англ.]
  -  Лот Джонс[англ.]
  -  Джимми Макменеми
  -  Гарри Пол[англ.]